# 石井浩一
石井浩一（1964年7月9日－）是一名日本电子游戏设计师，知名的作品为创作圣剑传说系列。他于1987年加入史克威尔（今史克威尔艾尼克斯），并监督或制作每一部圣剑传说游戏，直至2006年。他还参与了史克威尔沙加和最终幻想的几部游戏，并创作了知名角色陆行鸟和莫古利。

## 简介

### 史克威尔/史克威尔艾尼克斯
石井浩一担任《最终幻想》、《最终幻想II》、《最终幻想III》以及《沙加开拓者》的总监。他受邀在1986年参与首部《最终幻想》的工作，并协助开发了系列常见的水晶主题。石井曾任史克威尔艾尼克斯第8开发业务部的部长。

### 圣剑传说系列
他在1987年想创作一款名为“圣剑传说”的游戏，但甚至他连企划都完成了，史克威尔也拒绝了他。他在1990年代早期才得意开发游戏，并冠以“最终幻想外传”的标题。他参与了新约 圣剑传说和全部玛娜世界作品。玛娜世界系列构思让玩家以各种格式和游戏性风格来体验圣剑传说。
石井在玛娜世界系列第三作《圣剑传说 玛娜英雄》於2007年3月发行后离开史克威爾艾尼克斯。
在《圣剑传说 玛娜英雄》中，游戏即时战略的开发在初始一度非常困难。游戏开发的另一个挑战是，日本游戏玩家对即时战略风格游戏不甚熟悉。选择《圣剑传说3》是因为其剧情中有交战状态，很适合即时战略游戏。

### Grezzo游戏
他于2006年12月建立了新开发公司Grezzo。石井为Wii开发了游戏《英雄战线》。

## 风格与评价
IGN将石井列为史上100大电子游戏制作人之一。石井以使用实时战斗系统这一当时的开创性举措而闻名。一些评论者认为在战斗屏幕和世界地图间不断切换让游戏感觉快节奏并“有深度”。评论还称赞他使用了前沿技术，如使用Mode 7图像营造3D视觉。

## 游戏作品
| 年份 | 作品                      | 职务                       |
| ---- | ------------------------- | -------------------------- |
| 1987 | 最终幻想                  | 企划、战斗图形             |
| 1988 | 最终幻想II                | 游戏设计                   |
| 1989 | 魔界塔士 沙加             | 剧本                       |
| 1990 | 最终幻想III               | 产品设计                   |
| 1991 | 圣剑传说 ～最终幻想外传～ | 总监、角色设计             |
| 1993 | 圣剑传说2                 | 总监、游戏设计、怪兽设计   |
| 1995 | 圣剑传说3                 | 总监、游戏设计             |
| 1997 | 沙加开拓者                | 企划                       |
| 1999 | 圣剑传说 瑪娜傳奇         | 总监                       |
| 1999 | Chocobo Stallion          | 图形监督                   |
| 2002 | 最终幻想XI                | 总监                       |
| 2003 | 最终幻想XI 吉拉德的幻影   | 总监                       |
| 2003 | 新约 圣剑传说             | 制作人、游戏设计、怪兽设计 |
| 2006 | 圣剑传说DS 玛娜之子       | 制作人                     |
| 2006 | 圣剑传说4                 | 总监、制作人               |
| 2006 | 马里奥篮球 3对3           | 图形、监督                 |
| 2007 | 圣剑传说 玛娜英雄         | 制作人                     |
| 2010 | 英雄战线                  | 游戏设计                   |
| 2011 | 塞尔达传说 时之笛 3D      | 制作人                     |